# Duke Nukem II
Duke Nukem II è un videogioco per MS-DOS di tipo platform sviluppato dalla Apogee Software e distribuito il 3 dicembre 1993.

Il gioco è il secondo della serie principale di Duke Nukem, preceduto da Duke Nukem (1991) e seguito da Duke Nukem 3D, uscito nel 1996.
Il gioco è composto da 4 episodi; il primo è disponibile in versione shareware.

## Trama
Duke Nukem, dopo avere sconfitto il Dr. Proton, è diventato un eroe; nella città di Los Angeles mentre si trova in uno studio televisivo per presentare il suo nuovo libro, Perché sono così grande (Why I am so great), viene rapito da una malvagia razza aliena, i Rigelatin, e imprigionato. Il loro piano è quello di estrarre le conoscenze dal cervello di Duke e di utilizzarle per conquistare la Terra.
L'unica soluzione è quella di scappare dalla prigione (grazie ad un esplosivo nascosto in un dente finto) e di eliminare la minaccia aliena, per salvare di nuovo il pianeta.

## Modalità di gioco
Scopo primario è di terminare il livello cercando l'uscita, raccogliendo chiavi per aprire sezioni non accessibili. Nei livelli sono presenti parecchi contenitori, di colori differenti; distruggendoli è possibile ottenere dei power-up o altri oggetti utili al prosieguo del gioco: le chiavi o le tessere per disattivare i campi di forza sono contenuti in contenitori di colore grigio; le armi in contenitori verdi; quelli blu contengono oggetti che aumentano il punteggio o che ripristinano la vita, così come in quelli rossi che possono però contenere anche delle piccole bombe H, che possono provocare danno al giocatore.
Esistono diversi tipi di nemici, fissi (come le torrette laser) o mobili, oltre a 4 boss finali, uno per episodio; per combatterli Duke ha in dotazione un'arma simile a una mitragliatrice laser, che può essere resa più potente raccogliendo gli appositi potenziamenti. In alcuni dei 32 livelli di gioco, Duke può guidare un veicolo.

### Armi
- N (arma di default): Spara raffiche laser ed è efficace contro la maggior parte dei nemici.
- L (Laser): Spara un laser blu che colpisce diversi nemici di seguito sullo schermo attraversandoli. I colpi passano anche attraverso ai muri.
- R (Lanciarazzi): L'arma più potente. A parte i mostri finali, questo lanciamissili distrugge con un solo colpo la maggior parte dei nemici.
- F (Lanciafiamme): Spara fiamme e quando viene rivolta verso il basso può funzionare come jetpack per salire più in alto di un normale salto.

### Oggetti
- Lattina di Coca-Cola: Rigenera un punto vita. Se colpita e raccolta in volo si possono guadagnare 2000 punti, a discapito della rigenerazione vita.
- Pacco da sei: Rigenera sei punti vita. Possono essere distrutti se vengono colpiti.
- Tacchino: Rigenera un punto vita, ma se viene colpito prima di prenderlo diventa un tacchino cotto e rigenera due punti vita.
- Vita atomica: Rigenera un punto vita. Se la barra delle vite è piena, raccogliendola si guadagnano molti punti.
- Sfere di vetro: In base al colore, danno un diverso punteggio. Se colpite si rompono.
- Lettere: Sono grandi lettere che compongono la parola "NUKEM" e si trovano in ogni livello. Raccogliendole in ordine si guadagnano 100.000 punti, raccogliendole non in ordine si guadagnano 10.000 punti.
- Palla di cristallo: Nascoste in molti livelli, valgono 10.000 punti. Se il giocatore le porta in un piedistallo nascosto nel livello guadagna 50.000 punti, oltre che un suggerimento per procedere nel gioco.

## Riferimenti
- Come il suo predecessore, anche in questo episodio sono presenti diversi elementi grafici copiati da altri giochi, Turrican e Savage[1].
- Nell'introduzione animata, ci sono riferimenti ai film Arma letale (i fori di proiettile sulla sagoma) e Terminator 2 (la frase di Duke).
- Nel primo livello di Duke Nukem 3D c'è un videogioco arcade di Duke Nukem II: cercando di utilizzarlo il protagonista dirà: "Hmm...Don't have time to play with myself." (Non ho tempo di giocare con me stesso).